# Якобсдорф (Бранденбург)
Якобсдорф (нем. Jacobsdorf) — община в Германии, в земле Бранденбург.
Входит в состав района Одер-Шпре. Подчиняется управлению Одерфорланд. Население составляет 1880 человек (на 31 декабря 2010 года). Занимает площадь 50,26 км².
Коммуна подразделяется на 3 сельских округа.
| Год  | Население |
| ---- | --------- |
| 2005 | 1980      |
| 2010 | 1935      |